# キリル文字化
キリル文字化（キリルもじか、英語: Cyrillization、ロシア語: Кириллизация）は、キリル文字以外の文字体系で表記されていた言語、もしくは無文字言語をキリル文字で表すこと。

## 概要
キリル文字を使用している国や文化圏では、外国語の表記のために伝統的に行われてきた。また、ロシア帝国のようなキリル文字使用国家によって支配を受けた非キリル文字使用民族の言語もキリル文字化されたが、これには元々使っていた文字を破棄させてのキリル文字化と、文字を持たない言語に文語としてキリル文字を流入するキリル文字化の両方が見られた。ロシア革命後には、モンゴルのようなそれまでキリル文字を使用してこなかった共産圏諸国の一部でもキリル文字化が行われた。